# Pocket Bomberman
Pocket Bomberman (ポケットボンバーマン?, Poketto Bonbāman) è un videogioco a piattaforme sviluppato e pubblicato da Hudson Soft in Giappone e da Nintendo nel Nord America ed in Europa per la console portatile Game Boy nel 1997 e successivamente come uno dei titoli di lancio per Game Boy Color nel 1998.

## Trama
Molto tempo addietro il Sole fu avvolto da una nuvola oscura e sinistra. Una vecchia leggenda sostiene che quella nube era il risultato di un potente mostro che aveva lanciato una maledizione sulla "Spada del Sole" sigillando il suo potere. L'unica speranza rimasta per far tornare la luce sulla terra è quella di raccogliere le cinque Pietre del Potere, sorvegliate dai mostri malvagi di Evil Mountain. Solo le Pietre del Potere hanno la forza necessaria per rompere definitivamente la maledizione della spada e far tornare le cose alla normalità.

## Modalità di gioco
Al contrario della maggior parte dei capitoli della serie Bomberman, Pocket Bomberman presenta uno stile di gioco tipico dei titoli a piattaforme a scorrimento laterale, a cui si vanno aggiungere gli elementi classici del franchise. Il personaggio giocabile è Bomberman il quale dovrà farsi strada lungo svariati livelli sconfiggendo tutti i nemici presenti sul suo cammino mediante l'utilizzo delle bombe. Il gioco presenta un totale di cinque mondi divisi in venticinque livelli. Ogni mondo presenta un tema diverso che può essere una foresta, un'ambientazione sott'acqua, sulle nuvole ed un oscuro mondo sotterraneo. Al termine di ogni mondo sarà presente un boss che andrà sconfitto.

### Modalità Jump
Oltre all'avventura principale è presente un minigioco chiamato Jump (Salto) nel quale il giocatore deve scegliere fra tre diverse difficoltà: facile, medio e difficile, dopo tale scelta dovrà guidare Bomberman in un percorso in salita dove bisognerà far saltare il personaggio fra una piattaforma ed un'altra eliminando i blocchi con le bombe ed acquisendo dei potenziamenti per arrivare alla cima.

### Funzione GB Kiss
Nella versione originale giapponese fu incluso il supporto per il servizio GB Kiss della Hudson Soft, il quale permetteva di accedere ad altri minigiochi aggiuntivi ed a livelli personalizzati da altri giocatori che potevano essere trasferiti nella memoria di backup del gioco tramite una porta a infrarossi incorporata nella cartuccia. Questa caratteristica fu rimossa dalla versione internazionale.